# Stade Cícero-Pompeu-de-Toledo
Ne doit pas être confondu avec Stade Cicero.
Le stade Cícero Pompeu de Toledo, populairement connu sous le nom de Estádio do Morumbi ou tout simplement Morumbi, est un stade de football situé à São Paulo au Brésil. Le stade appartient au São Paulo Futebol Clube, qui y joue ses matchs à domicile. Le stade est aussi connu sous le surnom de "MorumTri", en référence aux trois titres intercontinentaux du club.

## Histoire
Inauguré avec 70 000 places, la capacité officielle du stade fut portée à 120 000 places de 1970 au début des années 1990. Pour des raisons de sécurité, l'État de São Paulo a réduit sa capacité maximale à 66795 places.

## Événements
- Finale de la Coupe du Brésil de football 1998, 30 mai 1998
- Championnat du monde des clubs de la FIFA 2000
- Finale de la Coupe du Brésil de football 2001, 17 juin 2001
- Jeux olympiques d'été de 2016 (compétition de football)
- Copa América 2019

### Concerts
Le stade est également utilisé pour présenter des concerts d'Aerosmith, Iron Maiden, Beyoncé Knowles, Madonna (le 3 novembre 1993, dans le cadre de son Girlie Show World Tour), Michael Jackson (140 000 personnes présentes, et un total record de 250 000 fans pour 2 concerts en 1993), Poison, Ugly Kid Joe, Sepultura, Robert Plant et Whitney Houston, Jimmy Page et Robert Plant, The Smashing Pumpkins, Supergrass, White Zombie, The Cure et The Black Crowes, The Rolling Stones, Nirvana, Alice in Chains, L7, Red Hot Chili Peppers, Simply Red, Bob Dylan, Bon Jovi, Marillion, Eurythmics,Supertramp, The Pretenders, Duran Duran, Simple Minds, Simply Red, U2, Queen, Linkin Park, High School Musical, Velvet Revolver, RBD, Franz Ferdinand, Julio Iglesias, Roger Waters, Metallica, Lady Gaga, One Direction, Coldplay

## Galerie

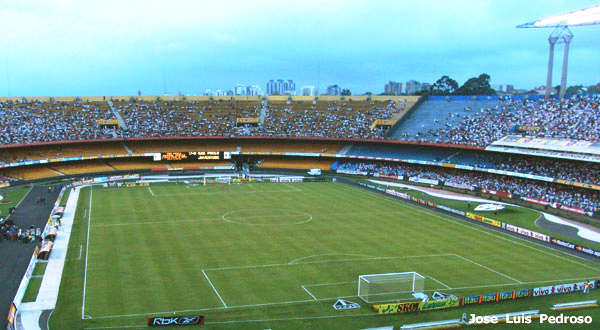
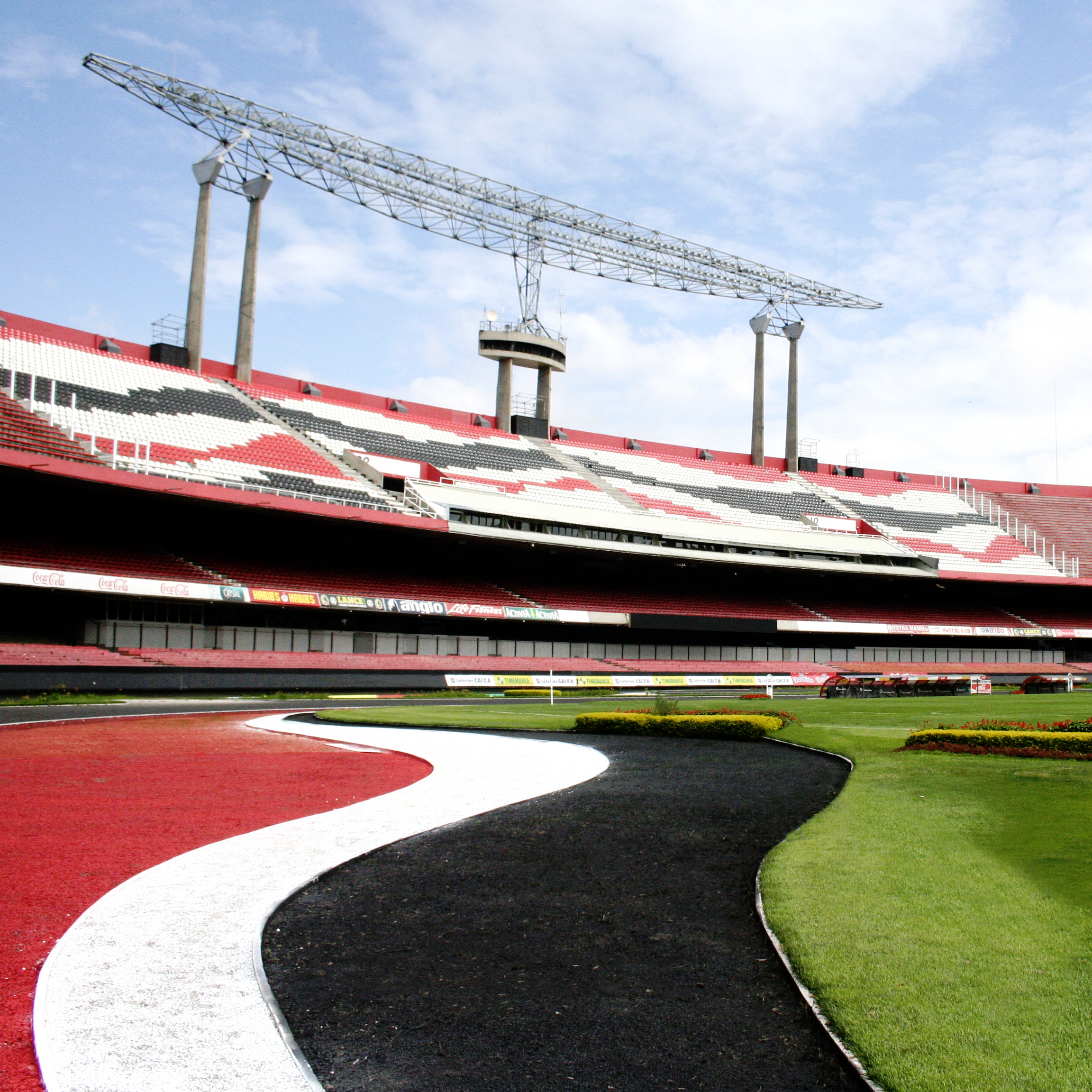
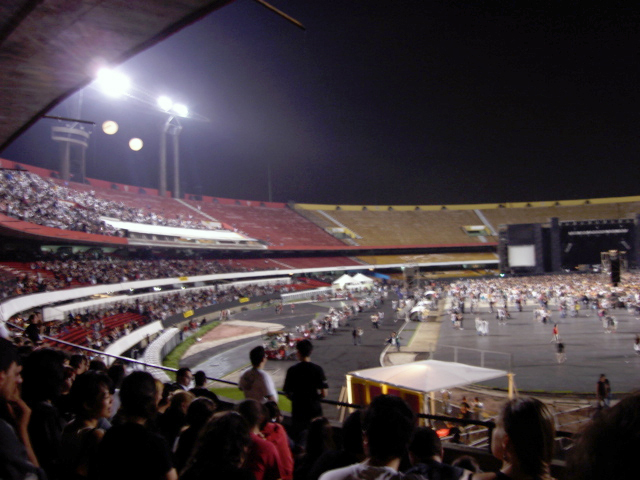
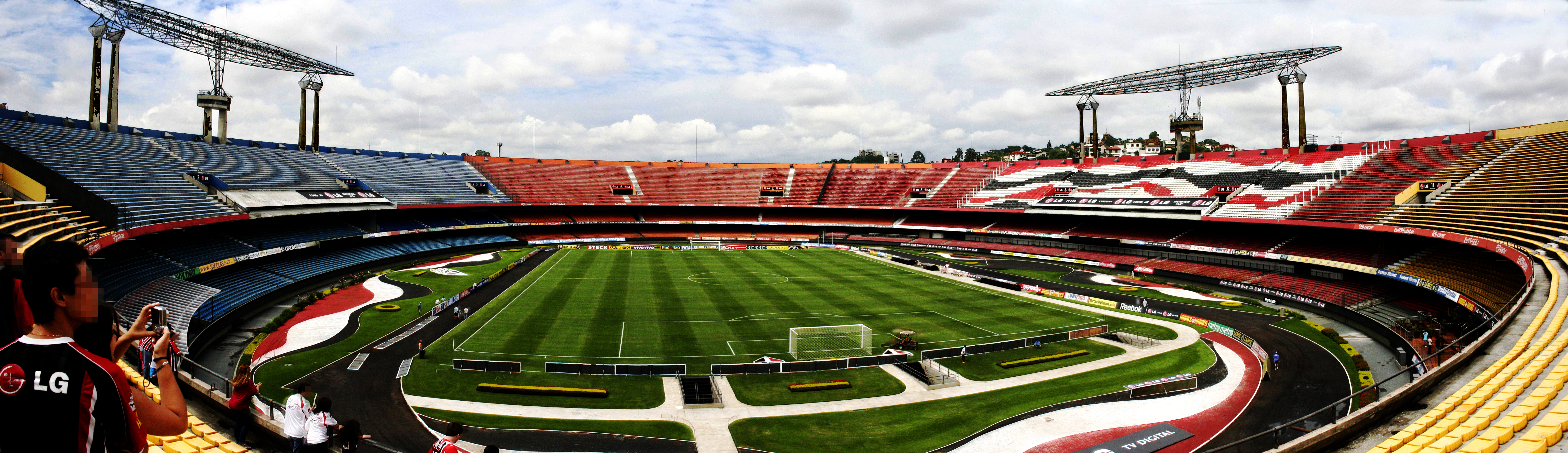